# 佐賀村 (京都府)
佐賀村（さがむら）は、京都府何鹿郡にあった村。現在の福知山市・綾部市にまたがる由良川右岸の地域にあたる。

## 地理
- 山岳：高龍寺山
- 河川：由良川

## 歴史
- 1889年（明治22年）4月1日 - 町村制の施行により、報恩寺村・印内村・山野口村・私市村・小貝村・石原村の区域をもって発足。
- 1956年（昭和31年）9月30日 - 分割し、一部（石原・小貝および私市の一部）が綾部市に、残部（報恩寺・印内・山野口および私市の残部）が福知山市にそれぞれ編入。同日佐賀村廃止。

## 交通

### 道路
現在は旧村域を舞鶴若狭自動車道が通過するが、当時は未開通。